# Gittelde
Gittelde é um município da Alemanha localizado no distrito de Osterode, estado da Baixa Saxônia.
Pertence ao Samtgemeinde de Bad Grund.